# Шмидт, Фридрих Людвиг
Фридрих Людвиг Шмидт (5 августа 1772, Ганновер — 13 апреля 1841, Гамбург) — германский актёр, писатель
, драматург и театральный режиссёр
.

## Биография
Происходил из очень знатной дворянской семьи, получил медицинское образование и диплом хирурга, но в итоге решил связать свою жизнь с театром, первоначально став актёром музыкальных комедий, затем драматургом и режиссёром.
В 1792 году женился, но брак был несчастлив, так как его жена страдала от частых нервных срывов.
С 1815 года и почти до момента смерти управлял гамбургским городским театром и написал много драм и комедий, собранных в «Schauspiele» (1804); «Neue Schauspiele» (1807—1811); «Neue Hamburger Bühne» (1824) и др., a также «Dramaturgische Aphorismen» (1820—1824).